# Comité Paralímpico de Tanzania
El Comité Paralímpico de Tanzania es el comité paralímpico nacional que representa a Tanzania. Esta organización es la responsable de las actividades deportivas paralímpicas en el país. Es miembro del Comité Paralímpico Internacional y del Comité Paralímpico Africano.